# Реликтовый лиометопум
Реликтовый лиометопум, или лиометопум европейский (лат. Liometopum microcephalum) — реликтовый вид лесных муравьёв подсемейства Долиходерины. Включен в Красную книгу Калмыкии, Красную книгу СССР и Красную книгу Украины. Изображён на почтовых марках Молдавии, выпущенных в серии 1997 года.

## Распространение
Южная и центральная Европа, Кавказ. Юг европейской части России (Нижнее Поволжье, Калмыкия), Украина, Молдавия. Также обнаружены в Турции, Иране, Израиле и Ливане.

## Описание
Рабочие имеют двуцветную окраску: грудка рыжеватая, а голова и брюшко чёрно-коричневые. Встречается два типа рабочих: мелкие (длиной 3—4 мм) и крупные (около 6—7 мм). Длина самок составляет 11—12 мм (самцы — около 9 мм). Самки и самцы одноцветные чёрно-коричневые. Дендробионт, строит свои гнёзда в древесине, главным образом, в стволах старых дубов. В Южной Моравии (Чехия) в результате исследования двух национальных парков (National Nature Reserve и Skařiny Nature Reserve) обнаружено, что 94 % муравейников (из 850 найденных) располагались в стволах дуба. Колонии крупные, включают несколько тысяч муравьёв. Активный хищник. Включён в приложение к Красной книге Волгоградской области (Перечень
видов животных, являющихся объектами мониторинга на территории Волгоградской области).